# Grañón
Grañón tỉnh và cộng đồng tự trị La Rioja, phía bắc Tây Ban Nha. Đô thị này có diện tích là 31,3 ki-lô-mét vuông, dân số năm 2009 là 315 người với mật độ 10,16 người/km². Đô thị này có cự ly 53 km so với Logroño.